# شهرک صنعتی اسکو
شهرک صنعتی اسکو یکی از شهرک‌های صنعتی استان آذربایجان شرقی است که در ۵ کیلومتری شهر اسکو واقع شده‌است.